# Juan Antonio Balbás y Cruz
Juan Antonio Balbás y Cruz (Alicante, 1843-Castellón de la Plana, 1903) fue un bibliotecario, periodista, escritor y político español.

## Biografía
Nació en Alicante el 12 de mayo de 1843. En su juventud, fue redactor del diario madrileño La Iberia. Cronista de Castellón, donde también desempeñó cargos políticos, fue bibliotecario del instituto de aquella ciudad e individuo correspondiente de la Real Academia de la Historia y de la Real Academia de Bellas Artes de San Fernando. Como cronista, dio a la imprenta las obras Castellonenses ilustres (1883), Casos y cosas de Castellón (1884) y El libro de la provincia de Castellón (1892). Falleció en Castellón el 17 de noviembre de 1903.
En su recuerdo tiene una calle dedicada en la ciudad de Castellón de la Plana.